# Амбой (тауншип, Миннесота)
А́мбой (англ. Amboy) — тауншип в округе Коттонвуд в Миннесоте, США. В 2000 году его население составляло 172 человека.
По данным Бюро переписи населения США площадь тауншипа составляет 92,3 км², водоёмов нет.

## История
Тауншип был образован 10 октября 1872 года. Название Амбой тауншип получил благодаря переселенцам с востока США, его значение не установлено[уточнить]. Этот топоним распространён на северо-востоке страны, от Мичигана до Нью-Йорка.

### Демография
По данным переписи населения 2000 года здесь находились 172 человека, 73 домохозяйства и 52 семьи. Плотность населения — 1,9 чел./км². На территории тауншипа расположено 79 построек со средней плотностью 0,9 построек на один квадратный километр. Расовый состав населения: 100,00 % белых. Испанцы или латиноамериканцы любой расы составляли 1,74 % от популяции тауншипа.
Из 73 домохозяйств в 23,3 % воспитывались дети до 18 лет, в 67,1 % проживали супружеские пары, в 1,4 % проживали незамужние женщины и в 27,4 % домохозяйств проживали несемейные люди. 26,0 % домохозяйств состояли из одного человека, при том 11,0 % из — одиноких пожилых людей старше 65 лет. Средний размер домохозяйства — 2,36, а семьи — 2,81 человека.
20,3 % населения — младше 18 лет, 7,0 % — в возрасте от 18 до 24 лет, 20,3 % — от 25 до 44, 32,6 % — от 45 до 64, и 19,8 % — старше 65 лет. Средний возраст — 46 лет. На каждые 100 женщин приходилось 107,2 мужчин. На каждые 100 женщин старше 18 приходилось 114,1 мужчин.
Средний годовой доход домохозяйства составлял 35 250 долларов, а средний годовой доход семьи — 41 250 долларов. Средний доход мужчин — 30 909 долларов, в то время как у женщин — 25 000. Доход на душу населения составил 20 877 долларов. За чертой бедности находились 8,3 % семей и 7,8 % всего населения тауншипа, из которых 16,7 % младше 18 лет.